# Elene Lete
Elene Lete Para (* 7. Mai 2002 in Zumarraga, Gipuzkoa) ist eine spanische Fußballtorhüterin.

## Karriere

### Verein
Aus der B-Mannschaft kommend wechselte Lete zur Saison 2020/21 fest in den Kader der ersten Mannschaft von Real Sociedad. Bereits in der Vorsaison stand sie des Öfteren im Spieltagskader. Ihr Debüt in der Primera División hatte sie am 30. Mai 2021 bei einem 4:1-Sieg über Santa Teresa.

### Nationalmannschaft
Nach 20 Freundschaftsspielen mit der U20 und einem weiteren mit der U23 wurde sie beim Cup of Nations 2023 erstmals in der A-Nationalmannschaft eingesetzt. Für die Weltmeisterschaft 2023 schaffte sie es jedoch nicht über den vorläufigen Kader hinaus.